# Kiška cerkev
Kiška cerkev (azerbajdžansko Kiş kilsəsi); iz različnih virov znana tudi kot cerkev svetega Elišeja (azerbajdžansko Müqəddəs Yelisey kilsəsi), latinizirano cerkev svetega Elizeja) ali cerkev svete Matere božje, je gruzijska pravoslavna cerkev, verjetno iz začetka 12. stoletja, v vasi Kiş, približno 5 km severno od Šekija v Azerbajdžanu. Od 19. stoletja je nedejavna zaradi pomanjkanja župljanov, čeprav je od leta 2000 še vedno redno maševal gruzijski duhovnik. Arheološke raziskave, opravljene leta 2000, so pokazale, da je bila najprej zgrajena kot diofizitska gruzijska cerkev, kasneje pa je postala kalcedonska cerkev kavkaških Albancev). Prejšnje raziskave so predlagale, da je v različnih obdobjih delovala kot kavkaška albanska apostolska cerkev, kalcedonska cerkev znotraj gruzijske pravoslavne cerkve in pozneje kot armenska apostolska cerkev.

## Zgodovina
Po besedah armenskega zgodovinarja iz 7. stoletja Movsesa Kaghankatvacija je v 1. stoletju našega štetja sveti Eliše, učenec Tadeja iz Edese, prispel v kraj, imenovan Gis, kjer je zgradil cerkev in recitiral liturgijo. Cerkev je postala »duhovno središče in kraj razsvetljenja ljudi Vzhoda«. Na poti iz Gisa so neznanci ubili svetega Elišeja blizu poganskega oltarja v majhni dolini Zerguni. Po besedah armenskega zgodovinarja arhitekture Samvela Karapetiana se geografski položaj Kiša ne ujema s tistim, ki ga opisuje Kaghankatvaci. Karapetian meni, da so Gis identificirali kot vas Bomen/Bum 60 km jugovzhodno od Kiša v okrožju Qabala.
Po besedah gruzijskega zgodovinopisca je v 10. stoletju prebivalstvo Kiša prestopilo v gruzijsko pravoslavno cerkev (kalcedonizem). Cerkev Kiš je bila spremenjena v rezidenco gruzijskega škofa, ki je delovala do 17. stoletja. V času, ko je Rusija prevzela regijo, je imela vas Kiš prebivalstvo Udi. Po besedah Roberta H. Hewsena se zdi, da je jezik Udi prevladoval severno od reke Kure do 19. stoletja, armensko prebivalstvo pa se je zdelo relativno nedavno. Medtem ko se je tam nedvomno naselilo veliko Armencev, ki so bežali pred turško-mongolskimi vpadi, jih je veliko več vstopilo v regijo s prihodom Rusov v zgodnjem 19. stoletju.
Po Vladimirju Minorskem je Kiš osvojil David Graditelj leta 1117 in ga dal eristavi iz Cuketija ter postal sedež škofa v Eliseni (Elisu), Cuketi in Šakihi (Šeki).

## Raziskovanje in datacija
V letih 2000–2003 je norveško ministrstvo za zunanje zadeve financiralo skupni projekt med Azerbajdžansko univerzo za arhitekturo in gradbeništvo ter norveškim humanitarnim podjetjem za arheološke raziskave in obnovo cerkve Kiš. Dr. Vilayat Karimov z Bakujskega inštituta za arheologijo in etnografijo je bil direktor izkopavanj, arheološki svetovalec pri projektu pa je bil J. Bjørnar Storfjell. Radiokarbonska analiza različnih predmetov, najdenih na mestu, je pokazala, da kultno mesto pod oltarjem cerkve izvira iz približno 3000 pr. n. št., medtem ko je bila gradnja obstoječe cerkvene stavbe približno v 12. stoletju (990–1160 AD, umerjen datum Carbon-14).
Obstoječe cerkvene stavbe ni mogoče datirati v čas sv. Elišeja, vendar arheološki dokazi kažejo, da je cerkev  na starodavnem kultnem mestu. Zelo malo verjetno je, da je sveti Elizej v Kišu zgradil cerkev v sodobnem razumevanju te besede. Tudi če je oseba obstajala, se zdi verjetno, da je zgradila samo oltar ali uporabila obstoječo pogansko kultno stavbo.
Bjørnar Storfjell je izjavil, da obstajajo jasni dokazi, da je bila ta cerkev zgrajena kot diofizitska cerkev. Izkopavanja so pokazala, da je cerkev predstavljala dve različni obdobji uporabe, z dvema različnima ustreznima nadstropjema kornega prostora. Kor (oltarni prostor, kjer duhovnik opravlja službo), ki je v primerjavi z ladjo le nekoliko dvignjen, odraža diofizitski pogled na Kristusovo naravo (Jezus je enako božanski in človeški hkrati), medtem ko je višji dvig kora značilen za monofizitizem (Kristus je viden kot izključno božanski). Duhovnik, ki obhaja službo, je viden kot Jezusov predstavnik, kristološki pristop pa odraža duhovnikovo stopnjo bližine častilcem. V Kišu je bil nivo tal kora v drugem obdobju uporabe dvignjen s komaj 30-40 cm na približno en meter nad ladjo. Po Storfjellu arhitektura apside prvotne cerkve v Kišu kaže na diofizitsko kristologijo in ker je bila gruzijska cerkev edina diofizitska cerkev, ki je obstajala na Kavkazu v poznem srednjem veku, se zdi razumno domnevati, da je bila kiška cerkev sprva zgrajena kot gruzijska cerkev in so jo kasneje prevzeli monofiziti. Takrat sta monofizitski nauk v regiji zastopali dve Cerkvi: armenska in kavkaška albanska cerkev, pri čemer je slednja prevzela monofizitizem v 8. stoletju. Storfjell domneva, da se je dvig talnega kora na 1 meter nad nivo talne ladje zgodil v 17. stoletju, medtem ko je bil pod nadzorom kavkaške albanske cerkve.

## Galerija
- Tloris cerkve
- Zahodna fasada z vhodom (2007)
- Kiška cerkev od SV (pogled od zadaj; 2007)
- Oltar in kupola (2011)
- Kupola s križno dekoracijo in lestencem (2007)
- Kupola in lestenec (2011)
- Kripta z grobovi (2007)